# Pári
Pári es un pueblo ubicado en el distrito de Tamási, en el condado de Tolna, Hungría.

## Superficie
Posee una superficie de 13,05 kilómetros cuadrados.

## Demografía
Hasta 2019 la población era de 610 habitantes, con una densidad de población de 46,74 habitantes por kilómetro cuadrado.